# James Mwewa Spaita
James Mwewa Spaita, né le 8 avril 1934 à Lubwa (province de Luapula) et mort le 4 novembre 2014 à Kasama (Zambie), est un prélat catholique zambien.

## Biographie
Après avoir étudié au Petit séminaire de Lubushi, puis au Grand séminaire de Kachebere (Malawi), il est ordonné prêtre le 9 septembre 1962. Il est nommé évêque de Mansa le 28 février 1974 et consacré le 28 avril suivant.
Le 3 décembre 1990, il est nommé archevêque de Kasama. Il prend sa retraite le 30 avril 2009 et se retire dans la paroisse de Chilubula. Il est mort le 4 novembre 2014 des suites d'une crise cardiaque.